# Kotwica Kołobrzeg (piłka nożna)

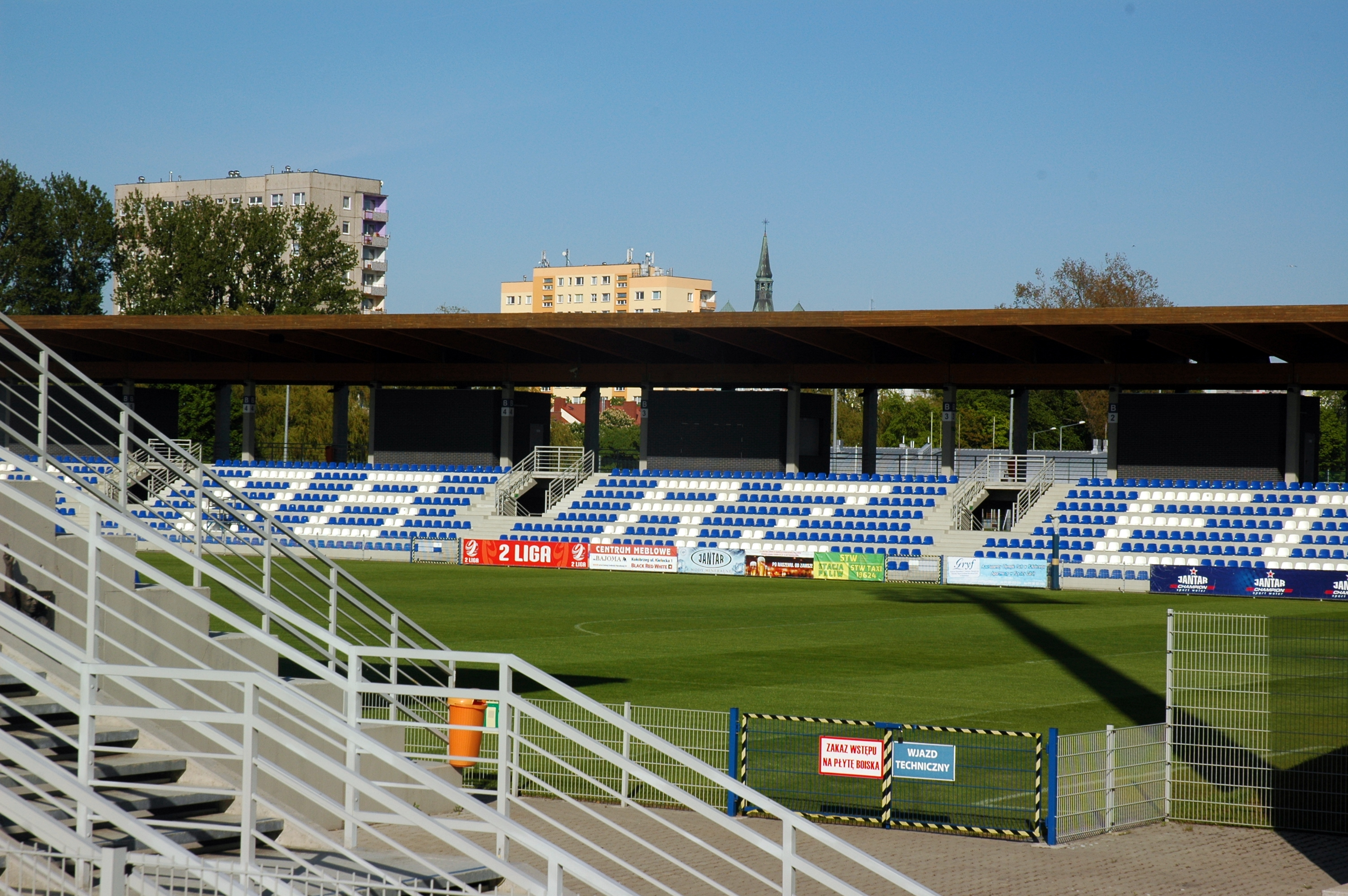
Stadion Miejski w Kołobrzegu

MKS Kotwica Kołobrzeg – polski klub piłkarski z Kołobrzegu.

## Historia nazw Kotwicy
- 1946–1947 – Klub Sportowy „Kolejarz-Bałtyk” sekcje: piłka nożna
- 1948–1951 – Klub Sportowy „Kolejarz” sekcje: piłka nożna, siatkówka, lekkoatletyka
- 1952–1956 – Koło Sportowe „Barka” sekcje: piłka nożna, koszykówka, lekkoatletyka
- 1952–1956 – Koło Sportowe „Budowlani” sekcje: piłka nożna, koszykówka, tenis, boks
- 1957–1958 – Klub Sportowy „Barka” sekcje: piłka nożna, koszykówka, szachy, tenis, lekkoatletyka, podnoszenie ciężarów, boks
- 1958–1973 – Klub Sportowy „Kotwica” sekcje: piłka nożna, koszykówka
- 1974–1991 – Międzyzakładowy Klub Sportowy „Kotwica” sekcje: piłka nożna, koszykówka
- 1992–1996 – Miejski Klub Sportowy „Kotwica” sekcje: piłka nożna, koszykówka
- 1997–2025 – Miejski Klub Piłkarski „Kotwica” sekcje: piłka nożna
- od 2025 – Morski Klub Sportowy „Kotwica” sekcje: piłka nożna[2]

## Sukcesy
- Zdobywca regionalnego Pucharu Polski województwa zachodniopomorskiego w sezonie 2007/2008 (awans do rundy wstępnej Pucharu Polski 2008/2009)
- Awans do nowej II ligi sezon 2008/2009
- Zajęcie 6. miejsca w nowej II lidze sezon 2008/2009
- Zdobywca regionalnego Pucharu Polski województwa zachodniopomorskiego w sezonie 2011/2012 (awans do rundy wstępnej Pucharu Polski 2012/2013)
- runda wstępna Pucharu Polski 2012/2013 (Kotwica Kołobrzeg – Bałtyk Gdynia pd.k. 5:4)
- I runda Pucharu Polski 2012/2013 (Kotwica Kołobrzeg – Warta Poznań 0:4)
- Ponowny awans do II ligi w sezonie 2013/2014
- Ponowny awans do II ligi w sezonie 2021/2022
- 3. miejsce w II lidze w sezonie 2022/2023[3], udział w barażach o I ligę (przegrany półfinał z Motorem Lublin[4])
- Historyczny awans do I ligi w sezonie 2023/2024

## Klub w rozgrywkach ligowych

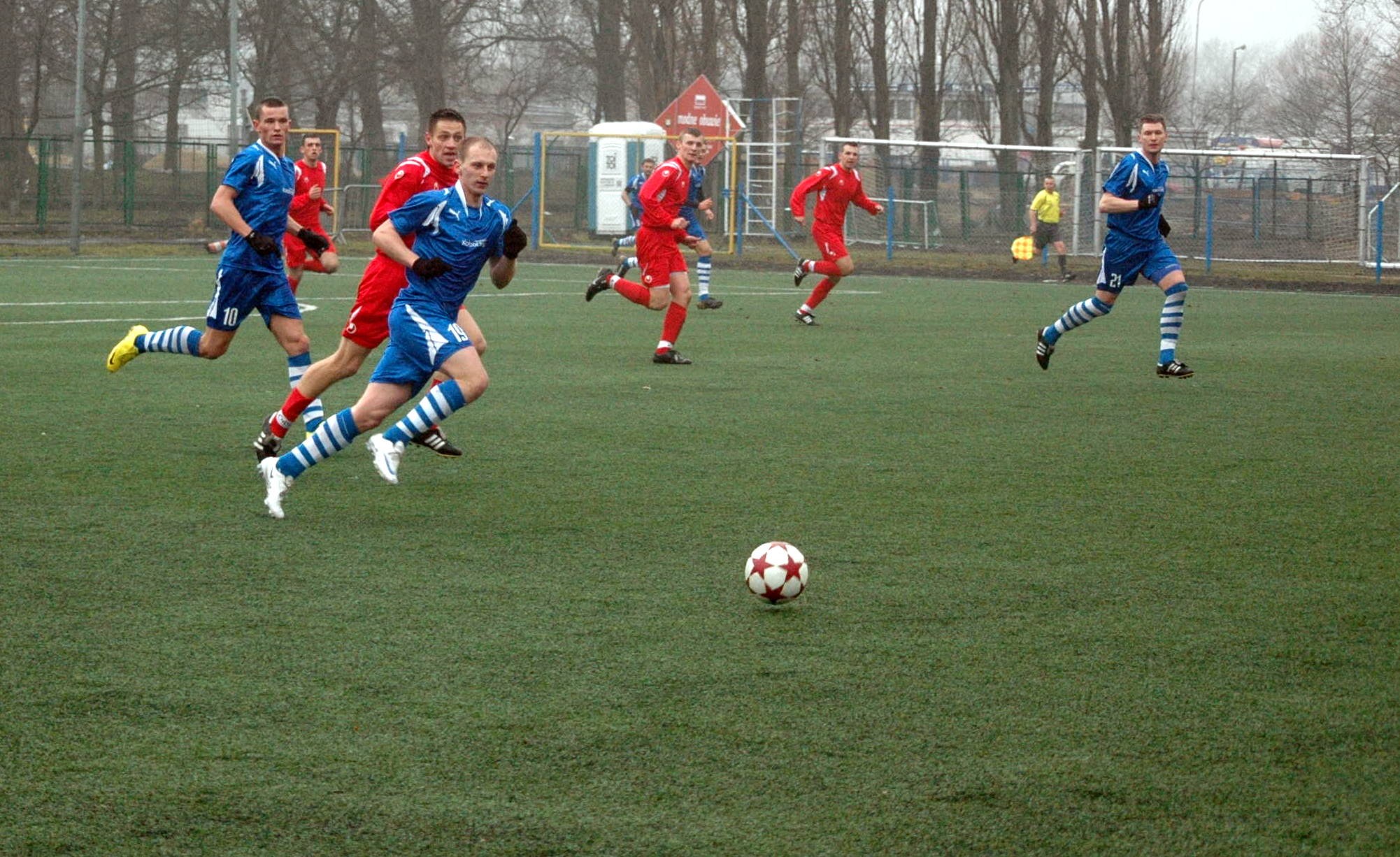
Kotwica Kołobrzeg – Dąb Dębno 1:1, 27 marca 2010

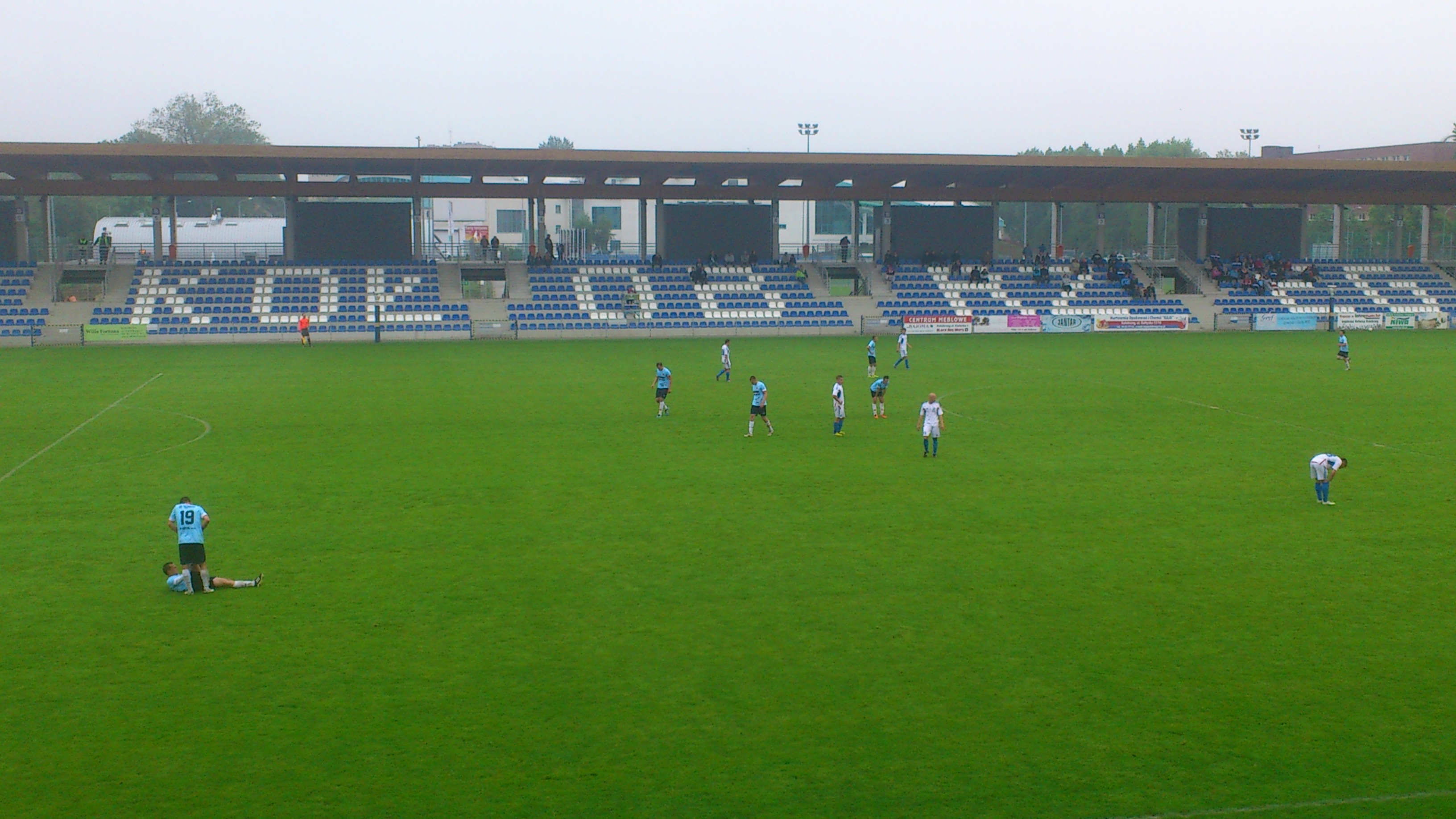
Kotwica Kołobrzeg – Polonia Gdańsk 0:0, 1 czerwca 2013

| Sezon   | Liga                                    | Pozycja | Punkty | Bramki | Uwagi |
| ------- | --------------------------------------- | ------- | ------ | ------ | --- |
| 1994/95 | III liga (Poznań)                       | 3       | 41     | 58-27  | |
| 1995/96 | III liga (Poznań)                       | 10      | 49     | 47-51  | |
| 1996/97 | III liga (Poznań)                       | 13      | 43     | 47-53  | |
| 1997/98 | III liga (Poznań)                       | 16      | 23     | 30-61  | spadek |
| 1998/99 | IV liga (Koszalin-Szczecin)             | 1       | 89     | 101-29 | awans |
| 1999/00 | III liga (zachodnia)                    | 13      | 42     | 40-42  | |
| 2000/01 | III liga (zachodnia)                    | 14      | 52     | 48-71  | |
| 2001/02 | III liga, gr. II                        | 9       | 56     | 45-48  | |
| 2002/03 | III liga, gr. II                        | 9       | 41     | 34-35  | |
| 2003/04 | III liga, gr. II                        | 4       | 47     | 46-37  | |
| 2004/05 | III liga, gr. II                        | 6       | 50     | 58-50  | |
| 2005/06 | III liga, gr. II                        | 11      | 34     | 32-40  | |
| 2006/07 | III liga, gr. II                        | 11      | 38     | 43-47  | |
| 2007/08 | III liga, gr. II                        | 5       | 53     | 46-29  | |
| 2008/09 | II liga (zachodnia)                     | 6       | 53     | 45-33  | [ a ] |
| 2009/10 | III liga (pomorsko-zachodniopomorska)   | 11      | 37     | 53-51  | Brak licencji na grę w II lidze |
| 2010/11 | III liga (pomorsko-zachodniopomorska)   | 3       | 48     | 47-31  | |
| 2011/12 | III liga (pomorsko-zachodniopomorska)   | 3       | 63     | 50-23  | |
| 2012/13 | III liga (pomorsko-zachodniopomorska)   | 2       | 54     | 39-26  | |
| 2013/14 | III liga (pomorsko-zachodniopomorska)   | 1       | 60     | 69-34  | awans zwycięstwo w barażach o awans                                                                                                   |
| 2014/15 | II liga                                 | 16      | 35     | 45-51  | [ b ] |
| 2015/16 | II liga                                 | 9       | 48     | 33-33  | |
| 2016/17 | II liga                                 | 16      | 35     | 39-52  | spadek |
| 2017/18 | III liga, gr. II                        | 8       | 57     | 48-37  | |
| 2018/19 | III liga, gr. II                        | 4       | 68     | 70-41  | |
| 2019/20 | III liga, gr. II                        | 4       | 39     | 37-22  | |
| 2020/21 | III liga, gr. II                        | 9       | 58     | 59-40  | |
| 2021/22 | III liga, gr. II                        | 1       | 78     | 75-25  | awans |
| 2022/23 | II liga                                 | 3       | 59     | 45-33  | udział w półfinale baraży o awans |
| 2023/24 | II liga                                 | 2       | 56     | 61-45  | awans |
| 2024/25 | I liga                                  | 16      | 29     | 29-55  | Spadek i wycofanie drużyny po zakończeniu rozgrywek oraz karna degradacja administracyjna do klasy okręgowej, gr. zachodniopomorska I |
| 2025/26 | Klasa okręgowa, gr. zachodniopomorska I | ?       | ?      | ?      | |

| Oznaczenie kolorami   |
| --------------------- |
| drugi poziom ligowy   |
| trzeci poziom ligowy  |
| czwarty poziom ligowy |
| piąty poziom ligowy   |
| szósty poziom ligowy  |
| siódmy poziom ligowy  |

## Ludzie związani z klubem
W Kotwicy grali zawodnicy znani z występów w Ekstraklasie, tacy jak: Adam Frączczak, Piotr Dubiela, Grzegorz Lewandowski, Lilo, Marcin Wachowicz, Sergio Batata, Witold Cichy, Grzegorz Skwara, Daniel Gołębiewski, Filip Modelski, Grzegorz Goncerz, Łukasz Kosakiewicz, Łukasz Wolsztyński, Łukasz Sierpina czy Jakub Rzeźniczak.

## Skład
Stan na 27 kwietnia 2025 r.
| Nr | Poz. | Piłkarz             |
| -- | ---- | ------------------- |
| 1  | BR   | Kacper Krzepisz     |
| 88 | BR   | Marek Kozioł        |
| 21 | OB   | Michał Kozajda      |
| 22 | OB   | Wołodymyr Kostewycz |
| 27 | OB   | Tomasz Wełna        |
| 28 | OB   | Catalin Cucos       |
| 32 | OB   | Mykoła Musolitin    |
| 45 | OB   | Denys Faworow       |
| 83 | OB   | Andrzej Trojnarski  |
| 6  | PO   | Kamil Kort          |

| Nr | Poz. | Piłkarz            |
| -- | ---- | ------------------ |
| 7  | PO   | Yudai Nawate       |
| 8  | PO   | Lucas Ramos        |
| 10 | PO   | Michał Cywiński    |
| 19 | PO   | Michał Lasek       |
| 24 | PO   | Filipe Oliveira    |
| 70 | PO   | Leon Kreković      |
|    | NA   | Joshua Pérez       |
| 9  | NA   | Filip Kozłowski    |
| 16 | NA   | Usiewaład Sadouski |
| 99 | NA   | Daniel Skiba       |